# Winogradi
Winogradi (bułg. Виногради) – wieś w Bułgarii, w obwodzie Błagojewgrad, w gminie Sandanski. Według Ujednoliconego Systemu Ewidencji Ludności oraz Usług Administracyjnych dla Ludności, 15 marca 2016 roku miejscowość liczyła 47 mieszkańców.

## Osoby związane z miejscowością
- Atanas Kacułow (1928) – bułgarski naukowiec, lekarz